# Jaroslav Drbohlav
Jaroslav Drbohlav (13. ledna 1947 Praha – 28. dubna 1985 Praha) byl český filmový, divadelní a televizní herec.

## Biografie
V letech 1966–1969 vystudoval DAMU. Poté pět let působil v libereckém Divadle F. X. Šaldy. Od roku 1976 byl hercem Realistického divadla Zdeňka Nejedlého. Později se oženil a narodila se mu dcera Eva.
Na začátku 80. let onemocněl těžkou cukrovkou, postupně téměř oslepl, takže v roce 1983 musel přestat účinkovat v divadle. Během nemoci ještě natočil několik drobných rolí ve filmu. V roce 1985 podstoupil v pražském IKEMu transplantaci ledvin a slinivky. Jeho tělo orgány ale nepřijalo a Jaroslav Drbohlav ve 38 letech zemřel.

## Filmografie
Začátkem kariéry byla jeho role ve filmu Jurášek již v roce 1955. V roce 1962 ho obsadil režisér Václav Vorlíček do filmu Kuřata na cestách. Tento režisér pak Jaroslava Drbohlava obsadil do několika svých dalších filmů, jako byla například detektivka Smrt si vybírá, komedie Což takhle dát si špenát, ale hlavně také do jednoho ze svých nejvýznamnějších filmů, pohádky Tři oříšky pro Popelku.
- Budeme připraveni (1955)
- Jurášek (1956)
- Kuřata na cestách (1962)
- Klíčová záležitost (TV film; 1963)
- Obraz (1964)
- Třicet případů majora Zemana (epizoda Mimikry; 1972)[4]
- My, ztracený holky (1972)
- Tři oříšky pro Popelku (1973)
- Dny zrady (1973)
- Dvacátý devátý (1974)
- Osud jménem Kamila (1974)
- Vrtkavý král (TV hra; 1974)
- Operace „Daybreak“ (1975)
- Dva muži hlásí příchod (1975)
- Otevři oči (TV film; 1975)
- Profesoři za školou (1975)
- Boty plné vody (1976)
- Osvobození Prahy (1976)
- Což takhle dát si špenát (1977)
- Co je platno kázat (TV film; 1977)
- Stránky z deníku (TV film; 1977)
- Setkání v červenci (1978)
- Sneh pod nohami (1978)
- Čas pracuje pro vraha (1979)
- Arabela (TV seriál; 1979)
- O zakleté princezně (TV inscenace; 1979)
- Kluci z bronzu (1980)
- Ta chvíle, ten okamžik (1981)
- Cesta Karla IV. do Francie a zpět (TV film; 1981)
- Velitel (TV seriál; 1981)
- Malý pitaval z velkého města (TV seriál; 1982)
- Putování Jana Amose (1983)
- Samorost (1983)
- Boj o Moskvu – Agrese, Tajfun (1985)